# Flines-lès-Mortagne
Flines-lès-Mortagne és un municipi francès, situat a la regió dels Alts de França, al departament del Nord. L'any 2006 tenia 1.596 habitants. Limita al sud-est amb Hergnies, al sud amb Bruille-Saint-Amand, al sud-oest amb Château-l'Abbaye i a l'oest amb Mortagne-du-Nord. El municipi limita també amb les ciutats belgues de Callenelle al nord-oest, Maubray al nord, Péronnes-lez-Antoing al nord-est i Wiers a l'est.

## Demografia
| 1962                                       | 1968  | 1975  | 1982  | 1990  | 1999  | 2006  |
| ------------------------------------------ | ----- | ----- | ----- | ----- | ----- | ----- |
| 1.332                                      | 1.434 | 1.277 | 1.280 | 1.433 | 1.528 | 1.596 |
| Des de 1962: població sense dobles comptes |       |       |       |       |       |       |

## Administració
| Període   | Identitat                  | Partit |
| --------- | -------------------------- | ------ |
| 2001-2008 | Françoise Wambecq-Wacquiez |        |
| 2008-     | Guy Donnez                 |        |